# Pandemia de gripe A (H1N1) de 2009-2010 por país y territorio
Este artículo documenta los países y territorios afectados y sus respuestas a la pandemia de gripe A (H1N1) de 2009-2010 detectada por primera vez en La Gloria, Estado de Veracruz, México. 

## América
a pandemia de gripe A (H1N1), que se inició en 2009, entró en América el 17 de marzo del mismo año cuando México fue el primer país afectado.
Esta pandemia afectó, hasta el 3 de enero de 2010, a todos los 35 países independientes, y a 16 de las 17 dependencias o territorios. Nicaragua fue el último país de América Latina en infectarse.
De los 35 países afectados por la pandemia, 26 registraron muertes. Y de las 16 dependencias infectadas, 8 de ellas registraron muertes (Puerto Rico, Islas Caimán, Islas Vírgenes Estadounidenses, Guayana Francesa, Bermudas, Martinica, Guadalupe, y las Islas Malvinas).

### Norteamérica

Norteamérica
Muertes.
Casos confirmados.

Se desconoce exactamente donde se produjo el primer caso de gripe A (H1N1), sin embargo el director del Centro de Epidemiología de California, dijo que "el 17 de abril el Centro para el Control de Enfermedades de California notificó de dos casos que nunca antes se habían visto en California y en el mundo, y que tenían una característica genética muy rara. Esos casos se encontraron en el condado de San Diego y en el condado de Imperial,
 Según la Organización Mundial de la Salud (OMS), los primeros casos de influenza en México se detectaron el 11 de abril de 2009 en el estado de Veracruz, pero el primer enfermo registrado en el mundo fue un niño de 10 años de edad de San Diego, quien enfermó el 30 de marzo de 2009. Sin embargo, en las versiones del gobierno de California, para las autoridades mexicanas se les habría hecho imposible identificar una enfermedad nueva y sin antecedentes en el mundo. De hecho, la comunidad científica sugirió que el niño mexicano Édgard Hernández podría ser el paciente 0. Sin embargo, científicos de Estados Unidos pusieron en duda esa hipótesis. La Organización Mundial de la Salud confirmó el 24 de abril de 18 fallecimientos por la gripe A en México, mientras se estudiaban otras 40 muertes para ver si había relación entre el nuevo virus. A la misma vez se registraban los primeros casos de la gripe A (H1N1) en el sur de Estados Unidos, donde ocho personas se enfermaron en Texas y California.
Sin embargo el 28 de abril el ministro de salud de México, dijo que el primer caso que los hizo sospechar que se trataba de una variante que no correspondía a la gripe estacional, fue en Oaxaca. El ministro explicó que "se hizo el estudio histopatológico y se sospechó que era un coronavirus, que no es el mismo virus de la influenza tradicional". Un grupo de muestras fueron estudiadas en Canadá y en Atlanta, y se reportaron el 23 de abril de que era un nuevo virus.
Mientras la gripe A seguía expandiéndose por México y Estados Unidos, los casos sospechosos y confirmados de la nueva gripe comenzaron traspasar las fronteras de México y EE. UU., los dos primeros afectados por el brote. Las autoridades canadienses confirmaron sus seis primeros casos el 27 de abril de 2009, cuatro en Nueva Escocia y 2 en Columbia Británica. Mientras que la primera muerte en Canadá se dio en la provincia de Alberta el 28 de abril en una mujer y contaba con 204 casos confirmados, mientras que en Estados Unidos los casos confirmados ascendían a 1.639 casos y 2 muertes y 1.204 en México con 44 muertes.
En Canadá también se dio el 2 de mayo, que por primera vez la gripe del virus A (H1N1) había sido encontrada en los cerdos, en una granja de Alberta. Se sospecha que el granjero había viajado recientemente a México y contagió a los cerdos.
Ante la preocupación de una segunda oleada en Norteamérica, las autoridades sanitarias mexicanas anunciaron el 23 de julio la confirmación de una segunda oleada de gripe A (H1N1) que dejó 10 muertos en 4 días, elevándose a 139, y obligó a las autoridades locales a reforzar nuevamente las medidas sanitarias. Pese a las temperaturas cálidas y sofocantes que padece el país, el rebrote del virus provocó el contagio de 632 personas. La región sur, en especial en el estado de Chiapas, era la más afectada.

### Centroamérica y el Caribe

Centroamérica
Muertes.
Casos confirmados.

Después de que se desatara la epidemia de gripe A (H1N1) en Norteamérica, el primer caso de gripe A (H1N1) en Centroamérica se dio en Costa Rica el 28 de abril en una mujer de 21 años e hicieron un llamado a la población para extremar las medidas de higiene, mientras que en Nicaragua el Presidente Ortega dijo que emitiría un decreto de "emergencia nacional" por la epidemia de gripe A (H1N1), aunque aseguró que en el país no había casos de esa enfermedad. Costa Rica fue el segundo país de América Latina, después de México en confirmar los primeros casos de la nueva gripe y también fue el primer país centroamericano en confirmar la primera muerte en Centroamérica, cuando un hombre de 53 años contagiado con el virus de la gripe A (H1N1) se convirtió en la primera víctima mortal en Costa Rica.
A medida que el virus se expandía por Europa, Norteamérica y Oceanía, empezaron a aparecer los primeros casos en varios países centroamericanos. La primera persona infectada de Guatemala por la pandemia fue una niña de la capital, Ciudad de Guatemala, que fue detectada el 5 de mayo por el cordón sanitario ubicado en el Aeropuerto Internacional La Aurora y el 25 de junio se confirmó la primera muerte. Mientras que en El Salvador el virus fue detectado el 4 de mayo en dos jóvenes que habían regresado de México, y la primera muerte el 3 de julio. A medida que seguía avanzando el virus por toda Centroamérica, Honduras reportó su primer caso en San Pedro Sula el 21 de mayo y su primer fallecimiento el 22 de junio. Por otra parte, Panamá informó que su primer caso fue descubierto el 8 de mayo, en una persona que había llegado al país de los Estados Unidos y el primer fallecimiento se dio el 21 de julio luego de haber infectado a más de 541 personas. En Nicaragua el virus llegó al país el 1 de junio en una niña de Managua, sin haberse reportado muertes al 22 de julio, siendo el último país de América Latina en ser afectado por la gripe A. En cambio, Belice fue el último de Centroamérica en reportar casos confirmados, mientras que el Caribe seguía reportando casos, siendo Haití el último país del continente americano en reportar el primer caso el 13 de julio.
La primera muerte en el Caribe se dio en la República Dominicana en una joven de 17 años que murió en Santo Domingo como consecuencia de la gripe A, y el número de casos en la isla se elevaron a un total de 4, siendo su primer caso descubierto el 22 de mayo. Mientras tanto, Cuba reportó el día 11 de mayo el primer caso del virus A (H1N1), que, según la Salud Pública de ese país, era de origen mexicano, por lo que Cuba tomó las medidas pertinentes para que no se propagase al resto de la isla. Mientras la gripe seguía avanzando en el Caribe y Centroamérica, Puerto Rico se convirtió en el estado más afectado del Caribe con 34 muertes y 2,224 casos confirmados y Costa Rica el más afectado de Centroamérica con 27 muertes confirmadas al 7 de agosto de 2009.
El 11 de agosto de 2009 fue confirmado que el presidente Dr. Óscar Arias Sánchez resultó positivo en prueba de la Gripe A (H1N1), convirtiéndose en el primer jefe de Estado en contagiarse con el virus. El Presidente presentó síntomas leves, pero como padece de asma continuó trabajando en sus funciones oficiales desde su casa.

### Sudamérica

Sudamérica
Muertes.
Casos confirmados.

La gripe A (H1N1) llegó por primera vez a Sudamérica el 2 de mayo, luego de que Colombia reportase su primer caso de gripe A (H1N1). En el resto del mundo, los enfermos confirmados, el virus había llegado a 18 países, llegando a 817. El afectado se trataba de un hombre de 42 años de edad, que había visitado México; las autoridades sanitarias informaron que el paciente se encontraba en buenas condiciones de salud y que permanecía en su casa, acompañado de su familia. Mientras el virus seguía expandiéndose por todo el mundo, Chile confirmaba el 17 de mayo de 2009, el primer caso de la gripe A(H1N1), correspondiente a una mujer chilena de 32 años que arribó desde Punta Cana, República Dominicana. Más tarde se confirma el segundo caso, quien sería una amiga de la primera afectada. Mientras que las autoridades chilenas confirmaron el 2 de junio sobre la primera muerte por la gripe A en Puerto Montt, siendo la primera víctima en Sudamérica. El Gobierno de Chile, que inyectó 3.500 millones de pesos (6,54 millones de dólares) para combatir el virus de la gripe A, informó el 21 de julio que el número de muertos por la enfermedad se duplicó en una semana y pasó de 33 a 68 en el país.
El 28 de abril, Argentina, dentro del plan adoptado por el gobierno nacional para enfrentar la alerta de pandemia realizada por la OMS, se decidió suspender durante una semana los vuelos entre Argentina y México, hasta el 4 de mayo, plazo que sería extendido luego hasta el 15 de mayo. La medida tuvo como fin permitir la instalación de la infraestructura sanitaria necesaria para enfrentar la pandemia en los aeropuertos argentinos, como sensores de temperatura de los pasajeros. Otros países tomaron medidas similares, entre ellos Alemania, Canadá, China, Cuba, Ecuador, Francia, Gran Bretaña, Irán e Italia. Mientras que el primer caso en la Argentina se trató de un hombre que había regresado de la Ciudad de México antes de la cancelación de vuelos, que si bien había arribado asintomático al país el 25 de abril, a los dos días manifestó los síntomas de la enfermedad. El tratamiento funcionó exitosamente y fue dado de alta. El 15 de julio las autoridades sanitarias argentinas informaron que el número de muertes por la gripe A había ascendido a 137, con lo cual Argentina pasó a ser el segundo país con mayor número de fallecimientos, después de Estados Unidos.
El 28 de abril se confirma en Perú el primer caso de gripe A (H1N1), pero luego fue descartado hasta que se confirmó el primer caso el 14 de mayo en una joven peruana de 27 años que llegó de Estados Unidos. Las primeras muertes provocadas por la gripe se dieron el 5 de julio en una niña y una mujer adulta, aumentando a 14 las víctimas por la gripe el 22 de julio. El virus siguió expandiéndose por toda Sudamérica, provocando muertes en varios países, como en Brasil que confirmó sus primeros cuatro casos el 7 de mayo, dos de ellas del estado de São Paulo, uno de ellos del estado de Río de Janeiro y uno de Minas Gerais. Tres de los pacientes infectados habían viajado a México y la otra a los Estados Unidos. Mientras que su primera muerte fue reportada el 28 de junio en un hombre de 29 años que sucumbió al virus tras contagiarse en Argentina y aumentando a 22 el 21 de julio.
En medio del revuelo que causó en Argentina cuando anunció que era el segundo país en el mundo con más decesos por la gripe A (H1N1), se llevó a cabo en Buenos Aires un encuentro entre responsables de salud del Cono Sur, para analizar y como dar frente a la pandemia. Al 23 de julio después de América del Norte, donde inició el brote del virus A (H1N1), la región sudamericana era la más afectada del mundo por la enfermedad. Debido a las bajas temperaturas que se registran durante el invierno austral lograron aumentar el contagio en América del Sur, causando alarma entre la población y sobrecargando los sistemas sanitarios. En ese contexto, los ministros de Salud de Argentina, Bolivia y Paraguay, junto con autoridades epidemiológicas de Brasil, Chile y Uruguay, se reunieron por primera vez el 14 y 15 de julio para avanzar en medidas conjuntas para contener la pandemia.
El virus se expandió por toda Sudamérica llegando a Ecuador el 15 de mayo de 2009, cuando se descubrió el primer caso de gripe A (H1N1) en Guayaquil. El afectado era un niño que fue trasladado al Hospital de Infectología, donde se sospechó que tenía influenza A (H1N1).[cita requerida] Sin embargo las dos primeras muertes registradas en Ecuador, se dieron el 10 de julio de 2009 en las provincias de Azuay y Tungurahua. La nueva gripe también llegó a Paraguay el 19 de mayo y se trató de 5 personas, incluida una que había regresado de Nueva York, mientras que la primera muerte se dio el 1 de julio. Mientras el virus seguía expandiéndose por Sudamérica debido al invierno, Uruguay confirmaba sus primeros infectados el 27 de mayo y se trató de un hombre y un menor de edad que recientemente habían regresado de la Argentina, mientras que la primera muerte confirmada se reportó el 29 de junio en Montevideo. Por otra parte, Bolivia reportó su primer caso el 28 de mayo y sus primeras muertes el 10 de julio. En América del Sur, el país latinoamericano en ser el último en reportar los primeros casos fue Venezuela, que confirmó sus primeros infectados el 28 de mayo en un joven de 22 años de la localidad de Los Teques, Estado Miranda, y también fue el último en reportar muertes, luego de que el 19 de julio una niña de 11 meses de edad fuese la primera víctima fatal de ese país. No obstante el 15 de junio Surinam reportó sus primeros 13 casos.

## Europa

Europa
Muertes
Casos confirmados

La pandemia de gripe A (H1N1), que se inició en 2009, entró en Europa el 26 de abril del mismo año cuando España fue el primer país afectado.
Esta pandemia afectó, hasta el 13 de enero de 2010, a 44 de los 45 países europeos, de los cuales 38 ya confirmaron muertes. De todos los países europeos, el único que no ha confirmado ningún caso es la Ciudad del Vaticano.

### Brote
La pandemia de gripe A (H1N1) (lo que era comúnmente llamado gripe porcina), llegó a Europa el 27 de abril de 2009, siendo España el primer país afectado por esta nueva gripe en la Unión Europea. El afectado era un joven de 23 años que tuvo los primeros síntomas de la gripe A (H1N1) en un vuelo de regreso de México. En cuanto el afectado llegó a un centro hospitalario de Almansa, se puso también en cuarentena a su familia. Para evitar la propagación del virus, se les dispensó antivirales y se les pidió que limitaran el contacto con otras personas y extremaran la higiene. Debido al primer caso, la Comisión Europea convocó el 27 de abril una reunión urgente de sus ministros de Sanidad, mientras aumentaba el temor por una posible pandemia de gripe A (H1N1) después de que el virus causara 103 muertes en México y se extendiera a Estados Unidos. Mientras tanto, en España, la epidemióloga Ángela Domínguez aseguró que España, gracias a los planes y protocolos activados con motivo de la gripe aviar, está "mejor preparada" para hacer frente a una eventual propagación de la "gripe porcina", luego de que el número de casos aumentara a 8. Luego de que se detectara el primer caso en España, la ministra de Sanidad, Trinidad Jiménez, pidió a los españoles que evitasen viajar a México "y pospongan su viaje si no es estrictamente necesario por una causa mayor", para así poder evitar la propagación del virus de la gripe A (H1N1).
Más tarde, en el mismo día que se confirmó el primer caso en España, el Reino Unido anunció sus dos primeros casos de la nueva gripe, cuando dos turistas escoceses acababan de regresar de un viaje de México, convirtiéndose en el segundo país de Europa en ser afectado por la enfermedad.
Estas personas volvieron de un viaje de México el 21 de abril con síntomas leves de gripe, por lo que fueron internados en el hospital escocés de Airdrie, cerca de Glasgow (Escocia), por precaución (pese a que no habían viajado a las áreas afectadas por los brotes).
Mientras el virus seguía expandiéndose en otros países del mundo (como en los países asiáticos), la ministra de Sanidad de Francia, Roselyne Bachelot, confirmó el 1 de mayo los dos primeros casos de personas infectadas con la cepa de gripe A (H1N1). Los primeros infectados de Francia fueron un hombre de 49 años (ingresado en el Hospital Bichat de París) y una mujer de 24 años (hospitalizada en la Pitié Salpêtrière, también en París). En el Aeropuerto de París-Orly, los encargados del equipaje se negaron a recoger maletas que venían de México y España por miedo a la epidemia de la influenza. Además, el presidente Sarkozy pidió al Congreso Europeo que se suspendieran todos los vuelos comerciales hacia México.
La gripe A (H1N1) llegó a Alemania el 29 de abril. La persona infectada fue una persona de Ratisbona, en el norte de Múnich. El 1 de mayo, el Instituto Robert Koch confirmó el primer caso de transmisión de humano a humano de la nueva gripe en Múnich. La persona infectada fue una enfermera, en la que a aproximadamente las 10:00 horas (hora de Alemania) dijo que ya se sentía bien. A las 13:00 horas de Alemania se informó de otro caso en Baviera, pero también se dijo que éste se sentía bien.
La gripe siguió expandiéndose por toda Europa llegando a Italia el 9 de mayo, mientras que Grecia confirmó el 18 de mayo el primer caso de gripe A (H1N1) en un ciudadano griego que regresó de Estados Unidos. En cambio Portugal confirmó su primer caso el 5 de mayo en una mujer de 31 años que regresó a Portugal desde México, y los análisis de laboratorio confirmaron que ella había contraído la gripe A cuando estaba en México.

### Muertes
Las primeras muertes provocadas por la pandemia de gripe A en Europa se dieron en el Reino Unido el 14 de junio; el paciente era de Escocia. También fue la primera muerte reportada fuera del continente americano por la Organización Mundial de la Salud en Ginebra a consecuencia de la cepa de influenza A (H1N1). La OMS y el Centro Europeo para la Prevención y Control de Enfermedades (en Estocolmo) son los organismos que identifican e informan sobre las muertes relacionadas con la gripe A (H1N1) en todo el mundo.
España fue el segundo país europeo en reportar muertes. Fue en el 29 de junio la muerte de la primera persona contagiada por el virus H1N1, y se trataba de una joven de 20 años que murió tras dar a luz. Hasta el 4 de julio se produjeron cuatro muertes.
Hungría se convirtió en el 22 de julio en el tercer país europeo en confirmar fallecimientos por la gripe A.

## África

África
Muertes
Casos confirmados
Casos sospechosos
Sin sospechas

La pandemia de gripe A (H1N1), que se inició en 2009, entró en África el 2 de junio del mismo año cuando Egipto fue el primer país afectado.
El primer caso de gripe A (H1N1) en África se descubrió el 2 de junio en El Cairo, Egipto, en una niña de 12 años de edad que vino de los Estados Unidos con su madre. Sólo la niña fue infectada, y los oficiales se dieron cuenta antes de que saliera del aeropuerto. Un segundo y tercer caso fue descubierto el 7 de junio, estudiantes de la Universidad Americana de El Cairo.
Antes de que se diera el primer caso en Egipto, el 29 de abril de 2009 el gobierno egipcio mandó, como medida preventiva, matar a todos los cerdos, a pesar de que la transmisión era de humano a humano y no de cerdo a humano. La Organización Mundial de la Salud lo llamó como "científicamente injustificable".
El 11 de junio se descubren 2 casos más, aumentando el número de casos a 12 en Egipto.
Hasta el 1 de febrero de 2010, la pandemia afectó a 38 de los 53 países africanos, y 14 de los 38 países infectados registraron muertes; sin contar las dependencias francesas de Reunión y Mayotte, que también reportaron muertes.

## Asia

Asia
Muertes
Casos confirmados
Casos sospechosos
Sin sospechas

La pandemia de gripe A (H1N1), que se inició en 2009, entró en Asia el 28 de abril del mismo año cuando Israel fue el primer país afectado.
Esta pandemia afectó, hasta el 17 de enero de 2010, a 48 de los 50 países asiáticos, de los cuales 40 ya confirmaron muertes. De todos los países asiáticos afectados, China tiene la mayor cantidad de casos confirmados, y la India tiene la mayor cantidad de muertes. Los únicos países que aún no registraron casos son Turkmenistán y Uzbekistán.

## Oceanía

Oceanía
Muertes
Casos confirmados
Casos sospechosos
Sin sospechas

La pandemia de gripe A (H1N1), que se inició en 2009, entró en Oceanía el 28 de abril del mismo año cuando Nueva Zelanda fue el primer país afectado.
Hasta el 16 de enero de 2010, esta pandemia afectó a todos los 14 países independientes de Oceanía, y a 6 de las 21 dependencias. 6 países reportaron muertes (Australia, Nueva Zelanda, Tonga, Samoa, Islas Marshall e Islas Salomón), y de los territorios o dependencias, 4 registraron muertes (Guam, Islas Cook, Nueva Caledonia y Polinesia Francesa); todo esto sin contar al estado norteamericano de Hawái, que también registró muertes por la pandemia.

### Australia y Nueva Zelanda
Los primeros casos reportados en Oceanía se dieron en Nueva Zelanda, el 28 de abril, luego de que los laboratorios confirmaran 11 casos y otros 43 casos sospechosos. Mientras que Australia fue el segundo país en Oceanía en registrar el primer caso de gripe A (H1N1) en una mujer australiana que había volado a Brisbane (Queensland) desde Los Ángeles.
Mientras tanto, en Australia se dio la alerta de "atraso" a "contención" el 23 de mayo, dándole a las autoridades la opción de cerrar las escuelas en caso de nuevos brotes. Australia también dijo tener al menos 8,7 millones de dosis de Tamiflu y Relenza. Al comienzo de la pandemia, las aerolíneas requerían de que todos los pasajeros venidos de América fueran inspeccionados (especialmente aquellos con síntomas de gripe), por lo cual se enviaron enfermeros a los aeropuertos internacionales. Melbourne, la capital del estado de Victoria, reportó la mayoría de los casos, siendo Victoria el estado más afectado detrás de México y los Estados Unidos.
El 30 de mayo, Nueva Zelanda tenía 9 casos de laboratorios confirmados y 10 casos probables, los cuales todos se habían recuperado. En todo el mes de junio los casos en Nueva Zelanda aumentaron drásticamente. El 14 de junio, el Ministerio de Salud anunció un incremento del 65% en tan sólo 24 horas. El 4 de julio, el Ministerio anunció la primera muerte en Nueva Zelanda, aumentando a 11 el número de muertes el 21 de julio.
Los casos de gripe A (H1N1) detectados en Australia superaron los 10 000 casos en la segunda semana de julio, lo que significa que el diez por ciento de la cifra mundial de enfermos confirmada por la Organización Mundial de la Salud se encontraba en este país. Al 21 de julio, las muertes en Oceanía seguían aumentando al reportar Australia 37 muertes confirmadas, mientras que en Nueva Zelanda aumentaron a 11 el número de víctimas fatales, y 1 en Tonga.

### Los demás países
El 15 de junio se reportaron los primeros casos en las islas del Pacífico: uno en las Islas Salomón y otra en Samoa; mientras que el 15 de julio se reportó el primer caso en Tonga, y el 24 de junio se confirmaron 5 casos en Fiyi y 1 en Vanuatu.